# The Pacifier
The Pacifier is een Amerikaanse film uit 2005 van regisseur Adam Shankman. De hoofdrollen zijn voor Vin Diesel, Faith Ford, Lauren Graham, Brittany Snow, Max Thieriot, Carol Kane, en Brad Garrett.

## Verhaal
U.S. Navy SEAL Luitenant Shane Wolfe (Vin Diesel) krijgt de opdracht om Howard Plummer (Tate Donovan), werknemer bij een geheim overheidsproject, te beschermen tegen een groep Servische rebellen. Wolfe speelt het met zijn team klaar om Plummer te bevrijden van een vijandelijke boot; niet veel later worden Wolfe en Plummer neergeschoten als ze proberen om met een helikopter te vluchten. Plummer komt hierbij om het leven, terwijl Wolfe twee maanden in het ziekenhuis door moet brengen. Wolfe's superieur, Kapitein Bill Fawcett (Chris Potter), heeft de taak om Plummers weduwe Julie (Faith Ford) naar Zürich te begeleiden, waar een veilige kluis staat die aan de familie toebehoort. Wolfe blijft in het huis van de Plummers om op zoek te gaan naar het geheime project genaamd "GHOST", dat ergens in het huis moet liggen, en past tegelijkertijd op de vijf kinderen van het gezin: Zoe, Seth, Lulu, Peter en baby Tyler.

## Rolverdeling
| Acteur         | Personage                             |
| -------------- | ------------------------------------- |
| Hoofdrollen    |                                       |
| Vin Diesel     | Shane Wolfe                           |
| Lauren Graham  | Schooldirecteur Claire Fletcher       |
| Faith Ford     | Julie Plummer                         |
| Brittany Snow  | Zoe Plummer                           |
| Morgan York    | Lulu Plummer                          |
| Max Thieriot   | Seth Plummer                          |
| Carol Kane     | Helga                                 |
| Brad Garrett   | Adjunct-schooldirecteur Dwayne Murney |
| Bijrollen      |                                       |
| Kegan Hoover   | Peter Plummer                         |
| Logan Hoover   | Peter Plummer                         |
| Bo Vink        | Baby Tyler Plummer                    |
| Luke Vink      | Baby Tyler Plummer                    |
| Chris Potter   | Kapitein Bill Fawcett                 |
| Tate Donovan   | Howard Plummer                        |
| Dennis Akayama | Mr. Chun                              |
| Mung-Ling Tsui | Mrs. Chun                             |

## Prijzen en nominaties
| jaar | prijs              | categorie                                          | genomineerde(n)                              | uitslag     |
| ---- | ------------------ | -------------------------------------------------- | -------------------------------------------- | ----------- |
| 2005 | Taurus Award       | Beste gevecht                                      | Troy Robinson, Peng Zhang en Ming Jian Huang | genomineerd |
| 2005 | Teen Choice Award  | Film - Choice Actor: Comedy                        | Vin Diesel                                   | genomineerd |
| 2005 | Teen Choice Award  | Film - Choice Film: Comedy                         | -                                            | genomineerd |
| 2006 | ASCAP Award        | Top Box Office Films                               | John Debney                                  | gewonnen    |
| 2006 | Young Artist Award | Beste optreden door een jonge acteur in een bijrol | Max Thieriot                                 | genomineerd |